# Evelyn Kawamoto
Evelyn Tokue Kawamoto (Honolulu, Hawaii, 1933. szeptember 17. – 2017. január 22.) olimpiai bronzérmes amerikai úszó.

## Pályafutása
Az 1952-es helsinki olimpián 100 m gyorson és 4x100 m váltóban bronzérmet szerzett.

## Sikerei, díjai
4 × 100 m vegyes váltó
- Olimpiai játékok
  - aranyérmes (2): 1952, Helsinki (100 m gyors és 4 × 100 m váltó)